# 東京リスマチック
東京リスマチック株式会社（とうきょうリスマチック）は、東京都内で店舗を展開するDTPサービス・ビューロー。
持株会社である株式会社日本創発グループが東京証券取引所スタンダード市場に上場している。本節では同社についても述べる。

## 概要
印刷物のオフセット製版を目的として1972年に設立。その後、1986年に東京、1987年に大阪で写研出力業務を開始、1992年にサービスビューロー事業（顧客からデジタル原稿を預かり一定の加工を施した上、印画紙、フィルムを出力するDTP出力サービスなど）を開始。他にもオンデマンド印刷やオフセット印刷、サインディスプレイといったあらゆるプリント（印刷）を取り扱っている。また、2012年に高精細の3Dプリンタを使用した立体造形出力サービスを開始し、名目上2D、3D問わずあらゆるデータの出力が行えるようになった。
1998年にジャスダック市場へ上場。2015年1月5日に単独株式移転により持株会社株式会社日本創発グループを設立し、持株会社体制に移行した。これに伴い当社に代わり、日本創発グループがジャスダック上場企業となった。

## 事業内容
- サービス事業
  - クリエイティブ業を対象とした（DTP）サービス
  - オンデマンド印刷
  - サインディスプレイ
  - DPEを含む店舗における各種出力サービス

- 印刷事業
  - オフセット印刷生産受託
  - DMトータルサービス

## 沿革
- 1972年（昭和47年）11月 - 印刷物のオフセット製版を目的として、東京都中央区に東京リスマチック株式会社を設立。
- 1980年（昭和55年）12月 - 独ハイデル社製A全印刷機5台を導入し、印刷業務を開始。
- 1982年（昭和57年）3月 - 独ローランド社製A全両面機を導入し、印刷業務を拡充。
- 1984年（昭和59年）12月 - ライノトロンシステムを導入し、電子組版業務を開始。
- 1986年（昭和61年）
  - 3月 - 東京都江東区に森下工場を開設。印刷業務を統合し、印刷事業を確立。
  - 4月 - 東京都千代田区に写研出力センターを開設し、写研出力業務を開始。
- 1987年（昭和62年）8月 - 大阪市西区に写研出力センターを開設し、関西地区への進出を図る。
- 1992年（平成7年）9月 - DTP出力サービス等のサービスビューロー事業を開始。
- 1995年（平成7年）12月 - オンデマンド印刷機を導入し、オンデマンド事業を開始。
- 1996年（平成8年）
  - 2月 - Windows DTPを実用化する目的でWindows事業を開始。
  - 8月 - サービスビューロー事業部にてインターネットによるデータ入稿サービスを開始。
  - 11月 - 定款を一部変更。製版業からサービス業とし、デジタル化に適応する企業体を標榜する。
- 1997年（平成9年）
  - 3月 - 高性能プロッターを導入し、サインディスプレイ事業を開始。
  - 4月 - 校正機を導入し、プルーフ事業を開始。
- 1998年（平成10年）7月 - 日本証券業協会に株式を店頭登録。
- 2000年（平成12年）5月 - 本社（管理部門）を東京都板橋区から東京都荒川区東日暮里に移設。
- 2002年（平成14年）
  - 3月 - 第一製版株式会社を株式取得により子会社化。
  - 9月 - 東京都板橋区舟渡に西台工場を開設。
- 2003年（平成15年）12月 - 大阪西センター・大阪北センターを閉鎖。
- 2004年（平成16年）12月 - ジャスダック証券取引所に株式を上場。
- 2005年（平成17年）9月 - 東京都板橋区舟渡に舟渡工場並びにサインディスプレイスタジオ板橋を開設。
- 2007年（平成19年）
  - 1月 - 羽陽美術印刷株式会社を株式取得により子会社化。
  - 8月 - 株式会社サンエーを株式取得により子会社化。
- 2008年（平成20年）
  - 3月 - ミナト印刷紙工株式会社を株式取得により子会社化。
  - 6月 - 株式会社プレシーズを株式取得により子会社化。
  - 12月 - 有限会社TKOを吸収合併。カガク印刷株式会社を株式取得により子会社化。
- 2009年（平成21年）
  - 6月 - 連結子会社である株式会社プレシーズが、株式会社アクセスの株式を取得後、同社を吸収合併。
  - 7月 - 第一製版を吸収合併。
  - 10月 - 株式会社タイヨーグラフィックおよび株式会社キャドセンターを株式取得により子会社化。
- 2010年（平成22年）
  - 2月 - 東京都板橋区舟渡工場内に舟渡PODを開設。
  - 4月 - ジャスダック証券取引所と大阪証券取引所の合併に伴い、大阪証券取引所JASDAQに上場
  - 9月 - 連結子会社であるプレシーズが、同じく連結子会社のタイヨーグラフィックを吸収合併。
  - 12月 - プレシーズが、同じく連結子会社であるミナト印刷紙工を吸収合併。
  - 12月 - カガク印刷が、サンエーを吸収合併し、商号をサンエーカガク印刷株式会社とする。
- 2011年（平成23年）1月 - 株式会社大熊整美堂を株式取得により子会社化。
- 2012年（平成24年）
  - 2月 - 成旺印刷株式会社を株式交換により子会社化。
  - 4月 - 3D立体造形出力サービスを開始。
  - 7月 - プリンティングイン株式会社の株式を取得し、子会社化。
  - 10月 - 株式会社キョーコロの株式を取得し、子会社化。
  - 11月 - サインディスプレイスタジオ芝公園を開設。
- 2013年（平成25年）
  - 1月 - 連結子会社である羽陽美術印刷株式会社を吸収合併。
  - 7月 - 東京証券取引所と大阪証券取引所の統合に伴い、東京証券取引所JASDAQ（スタンダード） に上場。
  - 10月 - 株式会社ポパルの株式を取得し、子会社化。
- 2014年（平成26年）
  - 4月 - 東京都板橋区舟渡に新舟渡工場を建設。
  - 5月 - 東京都文京区小石川の小石川工場および千葉県市川市の市川塩浜工場を閉鎖。
  - 10月 - 株式会社美松堂、株式会社メディコス・エンタテインメント、株式会社エム・ピー・ビーの株式を取得し、子会社化。
  - 12月 - 株式会社アスティを株式交換により子会社化。
  - 12月26日 - 上場廃止。
- 2023年（令和5年）
  - 11月 - 株式会社ビアンコを吸収合併。
  - 12月 - 株式会社アスティを吸収合併。

## 日本創発グループ
日本創発グループは、傘下グループ会社の経営管理およびそれに付帯する業務する企業。

### 沿革
- 2015年（平成27年）
  - 1月5日 - 東京リスマチックが単独株式移転により株式会社日本創発グループを設立。株式を東京証券取引所JASDAQ（スタンダード）に上場。
  - 4月 - 東京リスマチックの関係会社管理事業を会社分割（吸収分割）により承継。
  - 7月 - 株式会社サカモトを株式取得により子会社化。
- 2016年（平成28年）
  - 7月 - 株式会社ソニックジャムを株式取得により子会社化。
  - 9月 - クラウドゲート株式会社を株式交換により子会社化。
  - 10月 - 株式会社コローレを株式取得により子会社化。
- 2017年（平成29年）
  - 1月 -
    - 株式会社FIVESTARinteractiveを株式取得により子会社化。
    - 株式会社ダンホールディングスを株式取得により子会社化。これにより、同社の子会社ダンサイエンス株式会社他6社を傘下に収める。

  - 3月 - 株式会社ダンホールディングスを吸収合併。
  - 7月 - 株式会社あミューズ、宏和樹脂工業株式会社および株式会社エヌビー社を株式取得により子会社化。
  - 10月 - 株式会社Playce、株式会社ハル工房および株式会社イーストグラフィックスを株式取得により子会社化。
    - グラフィックグループの子会社化に伴い、同社の子会社日経印刷株式会社、 日経土地株式会社を傘下に収める。

  - 12月 - グラフィックグループを吸収合併。
- 2018年（平成30年）
  - 4月 - カタオカプラセス株式会社を株式取得により子会社化。
  - 6月 -  田中産業株式会社を第三者割当増資引受により子会社化。これに伴い、同社の子会社株式会社MGSを傘下に収める。
- 2019年（平成31年）
  - 2月 - 株式会社ササオジーエスを株式取得により子会社化[4]。
  - 4月 - 株式会社スマイルを株式取得により子会社化。
- 2020年（令和2年）
  - 1月 -
    - 普通株式1株につき4株の割合で株式分割を実施。
    - 研精堂印刷株式会社を株式取得及び支配力基準の適用により子会社化（持株比率44.96%）。
    - 株式会社サン・エム・コーポレーションを株式取得により子会社化。
    - 株式会社APホールディングスを株式取得により子会社化。これに伴い、同社の子会社株式会社アプライズを傘下に収める。

  - 4月 - 新日本工芸株式会社を株式取得により子会社化。
  - 10月 - APホールディングスを吸収合併。
- 2021年（令和3年）
  - 1月 - ダンサイエンス株式会社を株式譲渡により売却。
  - 2月 - 明和物産をカクヤスへ売却。
  - 4月 - エグゼクションを株式譲渡により株式会社パワーソリューションズへ売却。
  - 5月 - 株式会社アド・クレールを株式交換により子会社化。
  - 10月 - 株式会社小西印刷所を株式取得により子会社化。
- 2022年（令和4年）
  - 1月 - 株式会社ダイアモンドヘッズを株式取得により子会社化。
  - 2月 - 株式会社バークインスタイルを株式取得により子会社化。
  - 4月 -
    - 連結子会社であるサカモトが、同じく連結子会社であるあミューズを吸収合併し、商号を株式会社funboxとする。
    - ワン・パブリッシングの第三者割当増資を引受け、同社を子会社化。
    - 東京証券取引所の市場区分の見直しにより、東京証券取引所スタンダード市場に移行。
    - 株式会社リングストンの株式を追加取得し、子会社化。

  - 10月 -
    - ジャパンブロードキャストソリューションズ株式会社の第三者割当増資を引受け、同社を子会社化。
    - 有限会社アムを子会社化。これに伴い、同社の子会社大光宣伝株式会社を傘下に収める。
- 2023年（令和5年）
  - 4月 - 飯島製本株式会社を株式の追加取得により子会社化[5]。
  - 5月 - 簡易株式交換により株式会社グレートインターナショナルを完全子会社化[6]。
  - 6月 - 持分法適用の非連結子会社である株式会社キョーコロの株式の全部を、株式会社アールエフへ譲渡[7]。
  - 7月 - 連結子会社である日経印刷が、同じく連結子会社である日経土地を吸収合併。
  - 11月 - 連結子会社である東京リスマチックが、持分法適用の完全子会社である株式会社ビアンコを吸収合併。
  - 12月 - 連結子会社である東京リスマチックが、同じく連結子会社である株式会社アスティを吸収合併。
  - 12月 - 株式会社ゴーゴープロダクションを株式取得により子会社化[8]。
- 2024年（令和6年）
  - 2月 - 共同製本株式会社を連結子会社成旺印刷株式会社との吸収合併により連結子会社化[9]
  - 2月 - 望月印刷株式会社を株式取得により連結子会社化[10]
  - 2月 - 株式会社アスコムを株式の追加取得により連結子会社化[11]
  - 7月 - 連結子会社である株式会社funboxと共同で インドネシア子会社PT FUNBOX MANUFACTURE INDONESIAを設立
  - 10月 - 株式会社STUDIO ARCを株式の追加取得により連結子会社化[12]
  - 11月 - 株式会社Sakae Plusを株式取得により連結子会社化[13]
  - 11月 - アイ・ディー・エー株式会社を株式取得により連結子会社化[14]
  - 12月 - 連結子会社である研精堂印刷株式会社が研精堂印刷の完全子会社である株式会社アムと研精堂印刷の完全子会社である株式会社サン・エム・コーポレーションを吸収合併[15]
  - 12月 - 連結子会社である株式会社ポパルが、 連結子会社であるサンエーカガク印刷株式会社を吸収合併[16]
  - 12月 - 連結子会社である大光宣伝株式会社が、大光宣伝の完全子会社である株式会社大宣工房を吸収合併[17]
- 2025年（令和7年）
  - 1月 - 連結子会社である株式会社美松堂が、連結子会社である宏和樹脂工業株式会社及び株式会社プレシーズを吸収合併[18]
  - 1月 - 連結子会社である株式会社funboxが、連結子会社である株式会社スマイルを吸収合併[19]
  - 1月 - 横浜マテリアル株式会社を株式取得により子会社化[20]
  - 1月 - 株式会社DNTIを株式取得により子会社化[21]
  - 4月 - 株式会社フジプラスを株式交換により完全子会社化[22]
  - 4月 - 株式会社シルキー・アクトを株式取得により連結子会社化[23]
  - 4月 - 株式会社トラストを株式取得により子会社化[24]
  - 7月 - 連結子会社である株式会社リングストンが、持分法適用の完全子会社であるカタオカプラセス株式会社を吸収合併[25]
  - 7月 - 連結子会社である田中産業株式会社が連結子会社である株式会社MGSを吸収合併[26]
  - 7月 - 連結子会社である株式会社バークインスタイルが、ウエストマネージメント株式会社を株式取得により子会社化
  - 8月 - 連結子会社である共同製本株式会社が連結子会社である株式会社美松堂を吸収合併し、商号を株式会社美松堂に変更[27]

### 連結子会社
- 東京リスマチック株式会社（商業印刷・サインディスプレイ・SPツール企画制作）
- 日経印刷株式会社（高度な情報管理を必要とする商業印刷）
- 株式会社美松堂（出版印刷・商業印刷・SPツール）
- 田中産業株式会社（オフセット大判印刷 特殊付加価値印刷）
- 株式会社エム・ピー・ビー（パッケージ什器・企画製造）
- 研精堂印刷株式会社（総合印刷、商業印刷、出版印刷、Web製作）
- 株式会社アプライズ（商業印刷・広告代理業・メディア運営）
- 株式会社小西印刷所（印刷全般・クリエイティブ・システム開発）
- 株式会社リングストン（合成樹脂製品の手提げ袋・包装資材の企 画・製造・販売）
- 株式会社大熊整美堂（出版印刷）
- 飯島製本株式会社（上製製本、無線綴じ［雑誌］製本、中綴じ製本、カレンダー、メーラー、封入［セレクティブ、ランダム丁合対応］、特殊折加工、オンデマンド印刷）
- 望月印刷株式会社（印刷業［一般印刷、オンデマンド印刷、出版サービス、企画・デザイン］、WEB・映像制作［Webサイト制作、 Webテンプレート制作、デジタルカタログ・映像制作］）
- 株式会社Sakae Plus（印刷用金版製造、印刷・加工版の販売）
- 株式会社ハルプロモーション（サインディスプレイの企画・制作・施工）
- 株式会社キャドセンター（3DCG・デジタルコンテンツ制作）
- クラウドゲート株式会社（ゲーム向け2D・3Dデジタルコンテンツ制作）
- 株式会社ソニックジャム（WEB・インタラクティブコンテンツ企画制作）
- 株式会社FIVESTARinteractive（システム開発保守、WEBサービス、広告・宣伝に関する企画、制作及び出版業務、イベント・ピーアールに関する企画、制作及び運営）
- 株式会社ポパル（販売促進コンサルティング・トータルプロデュース）
- 株式会社ダイアモンドヘッズ（広告宣伝の企画・立案・制作・実施、ラジオ・テレビ番組・催し物の企画・立案・制 作・実施、WEBデザイン他インターネット関連のデザイン業務、デジタルコンテンツの企画・開発・制作・販売、衣料品、衣料雑貨品の企画・製造・販売）
- 株式会社バークインスタイル（モデルマネジメント、撮影制作に関わるキャスティング、プロモーション）
- 株式会社ワン・パブリッシング（雑誌書籍出版・WEBメディア・コンテンツマーケティング） - 学研プラスの一部雑誌・書籍・WEBメディアを移管[28]
- プリンティングイン株式会社（同人誌・美術印刷・ギャラリー運営）
- ジャパンブロードキャストソリューションズ株式会社（映像・音響システムの企画・設計・施工）
- 大光宣伝株式会社（屋外広告、交通広告を中心とした各種広 告事業）
- 株式会社グレートインターナショナル（クリエイティブ制作・学校教育向け教材及びICT機器の販売）
- 株式会社アスコム（ビジネスや経済、健康、教養、生活実用等の書籍出版事業、講演事業等）
- 株式会社STUDIO ARC（写真撮影全般及び写真関連商品の販売）
- アイ・ディー・エー株式会社（企業向け多言語翻訳、多言語カタログ・マニュアル・WEBサイト制作）
- 株式会社アエックス（CG映像の企画・制作および⾃社コンテンツの企画・制作・管理）
- 株式会社DNTI
- 株式会社funbox（ファンシー、キャラクター文具、雑貨の 企画・製造、ガチャ、カプセルトイ販売レンタル）
- 株式会社コローレ（袋物の企画・製造・販売）
- 株式会社エヌビー社（便箋、封筒、金封や、オリジナル文具の製造販売）
- 株式会社メディコス・エンタテインメント（フィギュア企画・製作・製造）
- 新日本工芸株式会社（縁起物・授与品の製造販売）

### 非連結子会社

#### 持分法適用子会社
- 株式会社サン・エム・コーポレーション（研精堂印刷の関連会社）
- 株式会社マーケティングディレクションズ（商品開発・ブランド開発・マーケティング調査）
- 株式会社ジー・ワン（クリエイティブ・コミュニケーション開発）
- 株式会社Playce（編集プロダクション）
- 株式会社ポパルプロダクツ（ポパルの関連会社）
- 株式会社ロクナナ（デジタルコンテンツの制作・企画運営、eラーニングコンテンツの企画制作）

#### 持分法非適用子会社
- 株式会社プロモ（ポッティング印刷・応援グッズの制作販売）
- Visolab株式会社（CGビジュアルコンテンツ制作・配信システム開発）
- 株式会社アド・クレール（グラフィック・出版関連エディトリアルデザイン・DTP）
- 株式会社ミューシグナル（デジタルオーディオ機器の設計・製造・販売）
- 株式会社ゴーゴープロダクション（着ぐるみのデザイン・製作、各種着ぐるみイベントの企画、パフォーマー派遣、ダンススクール運営、ダンススタジオ運営）
- 株式会社立体造形工房（3D全般に関する各種データの情報処理・入出力サービス）
- 株式会社ムーブ
- PT FUNBOX MANUFACTURE INDONESIA